# So Not Over You
So Not Over You è un singolo del gruppo musicale britannico Simply Red, il secondo estratto dall'album Stay nel 2007.

## Tracce
1. So Not Over You (Single Version) – 3:32
2. So Not Over You (Johnny Douglas Radio Mix) – 3:47
3. So Not Over You (Motivo Pop-Lectro Remix) – 5:00
4. Beside You – 3:40

## Classifiche
| Classifica (2007)                | Posizione massima |
| -------------------------------- | ----------------- |
| Austria                          | 36                |
| Belgio (Fiandre)                 | 70                |
| Germania                         | 65                |
| Italia                           | 2                 |
| Paesi Bassi                      | 31                |
| Regno Unito                      | 34                |
| Stati Uniti (adult contemporary) | 22                |